# Isthmohyla insolita
Isthmohyla insolita är en groddjursart som först beskrevs av McCranie, Wilson och Williams 1993.  Isthmohyla insolita ingår i släktet Isthmohyla och familjen lövgrodor. IUCN kategoriserar arten globalt som akut hotad. Inga underarter finns listade i Catalogue of Life.